# Бірр (Ааргау)
Бірр (нім. Birr AG) — громада  в Швейцарії в кантоні Ааргау, округ Бругг.

## Географія
Громада розташована на відстані близько 80 км на північний схід від Берна, 13 км на схід від Аарау.
Бірр має площу 5,1 км², з яких на 29,9% дозволяється будівництво (житлове та будівництво доріг), 35,2% використовуються в сільськогосподарських цілях, 34,9% зайнято лісами, 0% не є продуктивними (річки, льодовики або гори).

## Демографія
2019 року в громаді мешкало 4582 особи (+9,9% порівняно з 2010 роком), іноземців було 44,3%. Густота населення становила 907 осіб/км².
За віковим діапазоном населення розподілялося таким чином: 24% — особи молодші 20 років, 60,7% — особи у віці 20—64 років, 15,3% — особи у віці 65 років та старші. Було 1770 помешкань (у середньому 2,6 особи в помешканні).
Із загальної кількості 2147 працюючих 37 було зайнятих в первинному секторі, 1197 — в обробній промисловості, 913 — в галузі послуг.